# 竹ヶ島 (宇和島市津島町)
竹ヶ島（たけがしま）は、愛媛県の岩松港（近家港と呼ばれることもある、宇和島市、旧津島町）の沖合い西方約5kmにある有人島。面積は0.5km2、周囲は3km。島の最高峰は172m。磯釣りの名所としても知られる。

## 概要
周囲の大部分は海食崖であるが、島の北東側にわずかに平地があり、集落が形成されている。北東端には砂嘴によって陸繋島として「高島」がある。なお、同じ宇和島市には同名の高島が存在するが別のものであるため注意が必要である。高島とそれにつながる砂嘴によって季節風や波浪の影響を避けることができ、小規模ながら漁港も設置されている。
島の始まりとしては、元禄13年（1700年）に宇和島藩の庄屋赤松家の開墾によるもので1918年（大正7年）に漁民が買い取るまでは赤松家の所有であった。また一説では、淡路島から移り住んだという説もある。

## 社会

### 行政
行政区画としては、宇和島市（2005年の合併までは北宇和郡津島町）に属する。島内に支所等はない。

### 世帯数・人口
- 明治中期　26戸
- 大正年間　28戸
- 昭和28年　25戸
- 昭和50年　23戸

以上教員住宅を除く
- 平成19年9月 20世帯、59人
- 令和2年　6世帯、12人（国勢調査による）

### 生活
- 小学校（宇和島市立竹ヶ島小学校）が1校あるが、2016年3月から休校中。中学校は1970年（昭和45年）に本土の津島中学校に統合しており、島内に存在しないため、本土の中学校の寄宿舎に入る[2]。
- 漁業集落環境整備事業により、全戸排水処理が行われている。
- 郵便物や新聞などは、島の自治会員が交代で本土に取りに行き、島内の各戸に配達している[2]。

## 産業
かつてはイワシ網漁を主体として半農半漁であったが、次第にイワシ網漁はすたれ一本釣り漁業主体となり、昭和30年代後半には真珠母貝の養殖が盛んになり、ほぼ母貝養殖専業となった。しかしながら、真珠貝の大量斃死により、厳しい状況に見舞われた。

## 交通
四国本土からの定期旅客航路はないため、チャーター船の利用が必要である。住民はほとんどが漁業従事者であり、自身の船で行き来することが多い。小学校の教員も、委託した漁船によって行き来していた（2016年度（平成28年度）から休校中。なお教員住宅あり）。
月2回程度、住民の通院や買い物のために、自治会が島民用の連絡船を不定期運航している。